# Jeanlouis Cornuz
Jeanlouis Cornuz (* 17. Februar 1922 in Lausanne; † 14. Oktober 2007 in Goumoens-la-Ville) war ein französischsprachiger Schweizer Schriftsteller und Übersetzer.

## Leben
Jeanlouis Cornuz studierte an den Universitäten von Lausanne und Zürich und promovierte über den französischen Historiker Jules Michelet. Er arbeitete als Lehrer, Journalist und Dolmetscher bei den Nürnberger Prozessen. Von 1994 bis 2000 war er Mitglied des Waadtländer Kantonsparlaments (Grand Conseil) für die Parti ouvrier et populaire (POP).
Cornuz veröffentlichte vorwiegend Romane und Essays und übersetzte daneben Werke von Ernst Wiechert, Gottfried Keller und Walter Matthias Diggelmann ins Französische. Er gehörte zum Gründerkreis der Gruppe Olten.
Von 1976 bis 1980 war er Präsident der Association vaudoise des écrivains.

## Auszeichnungen
- 1981 Prix des écrivains vaudois
- 1991 Gesamtwerkspreis der Schweizerischen Schillerstiftung

## Werke

### Romane
- La vieille femme. Viaduc, o. O. 1954
- Le réfractaire. Rencontre, Lausanne 1964
- Parce que c’était toi. La Baconnière, Neuchâtel 1966
- Le professeur. Favre, Lausanne 1981
- Les désastres de la guerre. L’Age d’Homme, Lausanne 1994
- Les caprices. L’Age d’Homme, Lausanne 2000

### Essaybände, Sachbücher
- Jules Michelet, un aspect du sentiment religieux au XIXe siècle. Dissertation. Droz, Genf 1955
- Les USA à l’heure du LSD. La Baconnière, Neuchâtel 1968
- Beitrag in: Rollier. Ides et Calendes, Neuchâtel 1969
- Reconnaissance d’Edmond Gilliard. L’Age d’Homme, Lausanne 1975
- Portraits sans réserves. Payot, Lausanne 1977
- André Dhôtel, romancier du Grand Pays. Ides et Calendes, Neuchâtel 1981
- Victor Hugo. L’homme des «Misérables». Favre, Lausanne 1985
- Gottfried Keller. Favre, Lausanne 1990

### Theaterstücke
- La Grande Année 1968. Oratorium. Ed. de la Thièle, Yverdon-les-Bains 1979
- Séance ordinaire, uraufgeführt: Solothurn 1972
- Jusqu’à la victoire finale, uraufgeführt: Solothurn 1973

### Hörspiel
- Un coup de dés jamais n’abolira le hasard. RSR 1976

### Übersetzungen
- Ernst Wiechert: Le buffle blanc. Rencontre, Lausanne 1962
- Gottfried Keller: L’épigramme. L’Age d’Homme, Lausanne 1974
- Walter Matthias Diggelmann: L’interrogatoire de Harry Wind. Zoé, Genf 1983
- Gottfried Keller: Martin Salander. Zoé, Genf 1991